# Václav Hlavatý
Václav Hlavatý (27. ledna 1894 Louny – 11. ledna 1969 Bloomington, Indiana, USA) byl český matematik a člen Československé strany národně socialistické, za kterou byl po roce 1945 poslancem Prozatímního Národního shromáždění.

## Biografie
Po maturitě na reálce v Lounech studoval od roku 1913 na České vysoké škole technické v Praze, o rok později také na Filozofické fakultě UK v Praze. Jeho studium přerušila válka, kterou prožil jako voják v zákopech italské fronty. Roku 1918 je zajat a vrací se domů na jaře 1919 jako italský domobranec. Po návratu z fronty složil v květnu 1920 zkoušku učitelské způsobilosti. Nastupuje na místo profesora v Praze. Po pár měsících přechází na Lounskou reálku jako profesor matematiky a deskriptivní geometrie.
Od února 1924 studoval půl roku ve městě Delft, v Nizozemsku u profesora J. A. Schoutena a v akademickém roce 1927–28 pracoval s podporou Rockefellerovy nadace v Itálii, Francii a Velké Británii (Oxfordu). V roce 1925 se habilitoval na Univerzitě Karlově v Praze, v roce 1931 byl jmenován mimořádným a v roce 1936 řádným profesorem geometrie. Mezi jeho studenty patří Alois Urban, František Nožička nebo Karel Havlíček.
V roce 1948 odjel na přednáškový pobyt v USA a zůstal v exilu, v roce 1958 získal americké občanství. Pracoval na Indiana University v Bloomingtonu, a to na Katedře matematiky a v Graduate Institute for Applied mathematics. Zapojil se do práce pro Radu svobodného Československa. Později byl prvním předsedou Společnosti pro vědy a umění (zal. roku 1958 ve Washingtonu DC).
Angažoval se krátce i politicky. V roce 1946 byl poslancem Prozatímního Národního shromáždění za národní socialisty. Mandát nabyl až dodatečně v dubnu 1946 jako náhradník poté, co zemřel poslanec Vladimír Klecanda. Poslancem byl do parlamentních voleb v roce 1946.
Napsal více než 150 vědeckých prací z diferenciální a algebraické geometrie a z obecné teorie relativity. Je autorem řady učebnic a monografií. Hlavatého poválečné geometrické práce podávají matematický popis pro Einsteinovu jednotnou teorii pole.

## Ocenění
K sedmdesátým narozeninám kolegové Hlavatému věnovali sborník prací Perspectives in Geometry and Relativity (Indiana UIniversity Press, 1966).
Dne 28. října 1991 prezident České republiky Václav Havel vyznamenal Václava Hlavatého in memoriam Řádem Tomáše Garrigua Masaryka III. stupně. 
Gymnázium v Lounech nese od roku 1993 jméno Gymnázium Václava Hlavatého.
Knihovna matematického oddělení Matematicko-fyzikální fakulty UK byla roku 1993 pojmenována po Václavu Hlavatém.

## Dílo
- Úvod do neeuklidovské geometrie. JČMF, Praha, 1926. (Dotisk 1. vyd. 1942; 2. vyd. 1949).
- Diferenciální geometrie křivek a ploch a tensorový počet. JČMF, Praha, 1937. Německý překlad: Differentialgeometrie der Kurven und Flächen und Tensorrechnung. Noordhoff, Groningen, 1939.
- Diferenciální přímková geometrie, I.-II. díl. ČAVU, Praha, 1941. Anglický překlad: Differential Line Geometry (Noordhoff, Groningen, 1953)
- Miloslav Pelíšek. ČAVU, Praha, 1941.
- Projektivní geometrie. I. díl Útvary jednoparametrické (Melantrich, Praha 1944), II. díl Útvary dvojparametrické (Melantrich, Praha, 1945). Sazba hotového III. dílu byla skartována po komunistickém puči.
- Geometry of Einstein’s unified field theory. (Noordhoff, Groningen, 1958).